# Douala Edéa Nationalpark
Douala-Edéa Nationalpark, tidligere kendt som Douala-Edéa Vildtreservat, er en nationalpark i Littoralregionen i Cameroun.

## Beliggenhed
Parken ligger på begge sider af Sanagaflodens udmunding langs bredden af Biafra-bugten overfor øen Bioko. Tissongo-søen er en lagune forbundet med Sanagaflodens sydlige bred via en 5 km lang tidevandskanal, er en del af reservatet.

Byen Mouanko er reservatets hovedby, og ligger på Sanagaflodens nordlige bred.
- Tissongosøen
- Sanarafloden

## Historie
Douala Edéa blev oprettet i 1932, og regeringen udpegede området til en dyrepark med videnskabelige formål i 1971, og i 1974 havde reservatet en konservator og vagtpost. Det blev udpeget som nationalpark i 2018.
I år 2000 havde det et areal på 1.600. Opgraderingen til fuld nationalparkstatus blev forsinket, da der var blevet fundet olie i Camerouns kystområder, og området kunne indeholde vigtige reserver.
I oktober 2018 blev den opgraderet til nationalparkstatus.

## Flora
Omkring 80% af reservatet er dækket af tropisk lavlandskov og 15% af atlantiske mangroveskove. Mouanko-reservatet mellem Sanaga og Wouri-flodmundingen rummer omkring 150 km2 mangroveskov. Mangroverne danner en buffer mod kysterosion og er et tilflugtssted for 80% af de lokale marine og akvatiske arter i mindst en del af deres livscyklus. De er truet af skovhugst til byggeri og brænde, der bruges til fiskerøgning, samt af udvikling af byinfrastruktur. Ulovlige skovhuggere blev udvist fra parken i 1976.

## Dyreliv
Faunaen omfatter skovelefanter, primater (som chimpanser, og 14 arter af aber såsom sort kolobus), antiloper (sitatunga, blå duiker mfl.), vestafrikanske søkøer, havskildpadder, delfiner, krokodiller, alligatorer, mange fiskearter, landlevende- og vandfugle. Den hvidkindede mangabey blev rapporteret at være almindelig i reservatet i 1972. Den truede rødøret marekat blev rapporteret i Lombé-delen af reservatet i tætheder på 2-3 grupper pr. kvadratkilometer, men bestandene var faldet andre steder på grund af jagt. Dyr i reservatet er dårligt beskyttet, og krybskytteri er udbredt. Chimpanser i reservatet i det centrale område er truet af jægere.
- Skovelefant
- Udsigt over skoven
- Aber på en vej i parken
- Frokosttid ved en flod
- Sorte aber ved en bæk i Douala-Edea-reservatet
- En abe på bambusgrene
- En hanabe klatrer i et træ i parken
- Voksne aber med børn, der spiser bananfrugter
- Chimpanse